# クレイジーシャーマンR
クレイジーシャーマンR （CRAZY SHAMAN）は、2002年に山佐が開発・販売したパチスロ機である。

## 概要
『サイバードラゴン』同様ミッション系AT機であり、今度はシャーマン（原始宗教の巫女等）をモチーフとしたマシンである。小役構成やゲーム性など、基本的には『サイバードラゴン』と同じである。
本機ではシャーマンミッション（ブルーミッション、レッドミッション）と呼ばれ、『サイバードラゴン』同様ブルーミッションはクリアするとシャーマンルーレット、レッドミッションはクリア後そのままシャーマンラッシュ（SR）に突入する。シャーマンラッシュは20or100G継続し、単発もあるが連荘する可能性を十分秘めている。
ビッグボーナスについても『サイバードラゴン』と変わりなく、通常のボーナスゲームに3枚掛けでナビ通り消化するレギュラーボーナスとなっている。ただ、違いとしてレギュラーボーナス中のJACハズレやボーナスゲーム中の強ハズレ出現でシャーマンラッシュ突入や上乗せが行われる。
『サイバードラゴン』と比べ破壊力はだいぶマイルドになったものの、それでもツボに入れば『サイバードラゴン』を凌ぐこともあり、後に4号機再区分において『サイバードラゴン』同様4.1号機に認定された。
『ミリオンゴッド』などの爆裂機が全盛期だったため、破壊力がありながらも絶対的な破壊力には乏しく、ヒットには至らなかった。